# City of Sydney
Denne side handler om lokalregeringsområdet. For metropolområdet, se Sydney.
City of Sydney er et lokalregeringsområde, som dækker det centrale forretningskvarter og de indre forstæder, i byen Sydney i New South Wales, Australien. Det blev etableret i 1842, og er det ældste lokalregeringsområde i New South Wales, og det næstældste i Australien efter City of Adelaide, der er to år ældre.
City of Sydney har en prominent position, historisk, geografisk, økonomisk og socialt, og har altid været genstand for politiske interesser og intriger. Som resultat heraf har grænserne og lovgrundlaget ændret sig mange gange gennem historien, ofte for at fremme det regerende parti i New South Wales' interesser. City of Sydney styres nu efter City of Sydney Act fra 1988, som definerer bemyndigelse, valgmetode og grænser for lokalregeringsområdet.
Borgmesteren i City of Sydney har titlen Lord Mayor of Sydney og har siden 27. marts 2004 været Clover Moore, som også var medlem af parlamentet i New South Wales fra 1988 til 2012.

## Forstæder og andre lokaliteter i City of Sydney
Forstæder som helt eller delvist ligger i City of Sydney:
- Alexandria
- Annandale (delt med Inner West Council)
- Barangaroo
- Beaconsfield
- Camperdown (delt med Inner West Council)
- Centennial Park (delt med City of Randwick)
- Chippendale
- Darlinghurst
- Darlington
- Dawes Point
- Elizabeth Bay
- Erskineville
- Eveleigh
- Forest Lodge
- Glebe
- Haymarket
- Millers Point
- Moore Park
- Newtown (delt med Inner West Council)
- Paddington (delt med Municipality of Woollahra)
- Potts Point
- Pyrmont
- Redfern
- Rosebery (delt med Bayside Council)
- Rushcutters Bay
- St Peters (delt med Inner West Council)
- Surry Hills
- Sydney central business district
- The Rocks
- Ultimo
- Waterloo
- Woolloomooloo
- Zetland

Lokaliteter i City of Sydney:
- Broadway
- Central
- Central Park
- Chinatown
- Circular Quay
- Darling Harbour
- The Domain
- East Sydney
- Garden Island
- Goat Island
- Green Square
- Kings Cross
- Macdonaldtown
- Railway Square
- Strawberry Hills
- St James
- Wynyard

## Historie
Navnet Sydney kommer fra "Sydney Cove", som er det sted, hvor den engelske guvernør (senere admiral) Arthur Phillip grundlagde den første bosættelse, efter han ankom med den Første Flåde. 26. januar 1788 opkaldte han stedet efter Thomas Townshend, 1. vicegreve Sydney, der var Home Secretary (indenrigsminister) og ansvarlig for planerne om en straffekoloni i Australien.
"City of Sydney" blev grundlagt 20. juli 1842 og omfattede de nuværende forstæder Woolloomooloo, Surry Hills, Chippendale og Pyrmont. Arealet var med 11,65 km2 mindre end det halve af i dag. Der var seks distrikter, som var markeret med grænsepæle. Distrikterne var Gipps, Brisbane, Macquarie, Bourke, Cook og Phillip. Der er stadig en grænsepæl foran Sydney Square.
Grænserne for City of Sydney er regelmæssigt blevet ændret siden 1900. Municipality of Camperdown, som gik fallit blev indlemmet i 1909. I 1948 blev Alexandria, Darlington, Erskineville, Newtown, Redfern, The Glebe, Waterloo og Paddington tilføjet til City of Sydney. I 1968 blev grænserne igen ændret, og mange af de forstæder, blev igen flyttet til den nye Municipality of South Sydney. South Sydney blev indlemmet igen i 1982, men blev udskilt igen i 1988. City of Sydney havde nu kun et areal på 6.19 km2.
Grænseændringerne har ofte resulteret i, at det regerende parti i parlamentet i New South Wales har fået kontrollen med City of Sydney. Det australske arbejderparti, Labor Party, har ofte forsøgt at inkludere de traditionelle arbejderklasse-forstæder som Redfern, Erskineville, Alexandria og Waterloo. Det liberale parti, Liberal Party, og dets forgængere har ofte ønsket et mindre område koncentreret om den indre by.
I februar 2004 blev lokalregeringsområdet udvidet til sin nuværende størrelse, mens Labor kontrollerede parlamentet. Kritikere mente, at formålet var at skaffe Labor borgmesterposten i et stor og stærkt City of Sydney. I det efterfølgende valg, 27. marts 2004, vandt den uafhængige kandidat Clover Moore overraskende over den højtprofilerede Labor kandidat, tidligere federal minister Michael Lee, og blev den nye Lord Mayor.

## Demografi
Ved folketællingen i 2016 var der 208.374 indbyggere i City of Sydney, hvoraf 51,8% var mænd og 48,2% var kvinder. Oprindelige folk (aboriginere og Torres Strait Ø-folket udgjorde 1,2% af befolkningen. Medianalderen var 32 år. Børn i alderen 0 – 14 år udgjorde 6,7% af befolkningen og folk over 65 år 8,2%. 25,7 % af dem over 15 år var gift og 9,1% fraskilte eller separerede.
Befolkningsvæksten i City of Sydney mellem folketællingerne i 2006 og 2011 var 4,57% og 22,93% mellem 2011 og 2016. Sammenlignet med den totale befolkningsvækst for hele Australien på 8.81% mellem 2011 og 2016, var væksten i City of Sydney næsten tre gange så højt. Medianindkomsten var næsten 50% over landsgennemsnittet.
Andelen af lejligheder i City of Sydney er 77,1%, hvilket er langt over landsgennemsnittet op 13,1%. Andelen, som erklærer sig som australiere af oprindelse, er kun en fjerdedel af landsgennemsnittet. Der er flere, som erklærer sig af engelsk og kinesisk oprindelse.

## Byrådet
Sydney City Council (byråd) har ti medlemmer inklusiv borgmesteren, som er valgt for en fireårig periode. Borgmesteren, Lord Mayor, vælges direkte, mens de andre ni byrådsmedlemmer vælges med valgmetoden enkel overførbar stemme. Viceborgmesteren vælges for et år af gangen af byrådet. Ved sidste valg 10. september 2016 blev Clover Moore valgt som borgmester. Sammensætningen af byrådet ser således ud:
| Parti                           | Medlemmer |
| ------------------------------- | --------- |
| Clover Moore Independent Team   | 5         |
| Liberal Party of Australia      | 2         |
| Australian Labor Party          | 1         |
| Sydney Matters Independent Team | 1         |
| Uafhængig                       | 1         |
| Total                           | 10        |

### Søsterbyer
City of Sydney er søsterby med følgende byer:
- San Francisco, Californien, USA, siden 1968
- Nagoya, Japan, siden 1980
- Wellington, New Zealand, siden 1982
- Portsmouth, England, Storbritannien, siden 1984
- Guangzhou, Kina, siden 1986
- Firenze, Toscana, Italien, siden 1986

### Venskabsbyer
- Paris, Frankrig, siden 1998
- Berlin, Tyskland, siden 2000
- Athen, Grækenland, siden 2000
- Dublin, Irland, siden 2002
- Chicago, Illinois, USA, siden 2019